# نحس
نَحْس و نَـحـِس في اللغة العربية بمعنى الضرر والشدة والشقاء. والجمع أَنْحُسٌ ونُحوسٌ. والنحاس: الدخان المخلوط بالنار وبالاصفرار. وعامٌ ناحس: عامٌ مُجدِب. نحُس الشَّخصُ: أصابه شقاء بعد سعادة، ونَحَّـس الشّيءَ: غطّاه بالنّحاس (تستعمل للمعدن أو للآنية). آلات نحاسية (في الموسيقى): آلات موسيقيّة نفخيّة (صوت نُحاسِيّ). نَحّاس [مفرد]: صانع أواني النّحاس أو بائع النّحاس. نُحاسيّات [جمع]: أوعية معدنيّة كالمراجل أو أشياء مُعدّة للاستعمال المنزليّ كأدوات المطبخ وغيرها.

## المعاني

### في القرآن الكريم
{إِنَّا أَرْسَلْنَا عَلَيهِمْ رِيحًا صَرْصَرًا فِي يَوْمِ نَحْسٍ مُسْتَمِرٍّ} [سورة القمر: الآية 19] أي في يوم غبار مستمر،  والآية {يُرْسَلُ عَلَيكُمَا شُوَاظٌ مِنْ نَارٍ وَنُحَاسٌ} [سورة الرحمن: الآية 35] أي لهب من نار صفراء ودخان، وقيل لهب من نار مع الدُخان المذاب بالصُفْر. 

### في الموروث الشعبي
نحِس الشَّخصُ: كان سيِّء الحظّ، وأصابه الشرّ. ونحِس اليومُ: كان فيه نحسٌ وشؤم. وقد أُخِـذت من المعنى الأصلي المذكور في المقدمة وهو نُحِس الشَّخصُ: أصابه شقاءٌ بعد سعادَةٍ، ومنحوس [مفرد]: جمعه منحوسون ومناحيس.
ويأتي بمعاني: منها: اسم مفعول من نُحِسَ ونحَسَ. وهو غير المحبوب أو غير المُفضَّل. والشائع من معانيها الشعبية: سيِّئ الحظّ.

## المرادفات
نحّس الأخبار: ونحّس عنها: أي طلبها وتتبعها.
والمُنْحَّسُ: الحزين، يقال: رجلٌ مُنَحَّس: رجلٌ حزينٌ.
ويقال: أَمر نَحْسٌ: مُظلِم. ويوم نحس: لم يُصادَف فيه خير. وانتحس: أي انتكس وساء.
وتنحّس: تجوّع، يقال تنحس لشرب الدواء أي تجوع له.

## وصلات خارجية
- https://ar.wiktionary.org/wiki/%D9%86%D8%AD%D8%B3